# Licuala glabra
Licuala glabra es una especie de la familia de las arecáceas. Es originaria de la Península Malaya y en Tailandia.

## Taxonomía
Licuala glabra fue descrita por William Griffith y publicado en Historia Naturalis Palmarum iii. 238, y en Calcutta Journal of Natural History and Miscellany of the Arts and Sciences in India 5: 329. 1845.
Etimología
Licuala: nombre genérico que procede de la latinización del nombre vernáculo, leko wala, supuestamente utilizado para Licuala spinosa en Makassar, Célebes.
glabra: epíteto latino que significa "calva, sin pelos".
Variedad
- Licuala glabra var. glabra sin = Licuala longipedunculata Ridl.